# 岩井千怜
岩井 千怜（いわい ちさと、2002年7月5日 - ）は、日本の女子プロゴルファー。所属は本田技研 。
父親が岩井ツインズの姉岩井明愛（いわい あきえ）とゴルフの練習に誘い、姉妹は父のクラブを懸命に振った。。

## アマチュア時代
- 2014年
  - テレ玉ジュニアゴルフ大会 優勝
- 2016年
  - 茨城県アマチュアオープンゴルフ選手権 ジュニア女子の部 優勝
  - ヨネックスジュニアゴルフチャンピオンシップ 優勝
  - ヨネックスジュニアゴルフ選手権関東大会 優勝
- 2017年
  - 文部科学大臣楯争奪 全国中学校ゴルフ選手権 春季大会 優勝
  - Privy Councillor Cup AMG junior Golf Championship 優勝
  - ヨネックスジュニアゴルフチャンピオンシップ 優勝
  - 茨城県アマチュア女子オープンゴルフ選手権 ジュニアの部 優勝
  - 日神カップ 女子中学生の部 優勝
- 2018年
  - 埼玉県ジュニアゴルフ選手権 女子15-17歳の部 優勝
  - 日神カップ 優勝
  - 東日本高等学校選抜ゴルフ競技会春季 優勝
  - ゴルフダイジェスト・ジャパンジュニアカップ 優勝
  - 埼玉県女子アマチュアゴルフ選手権 優勝
  - JLPGAツアー初出場でヨネックスレディス 決勝ラウンド進出。
- 2019年
  - 埼玉県女子アマチュアゴルフ選手権 優勝（2連覇）
- 2020年
  - ゴルフダイジェスト・ジャパンジュニアカップ 優勝
  - 埼玉県女子アマチュアゴルフ選手権 優勝（3連覇）
  - 10月スタンレーレディスでは、予選通過の52位タイであった。
- 2021年
  - 6月 - コロナ禍でJLPGAプロテストが約8か月遅れで実施され7アンダー9位タイで合格した。双子の姉明愛も3位で合格し同時合格となった[3]。

## プロ入り後

### 2021年シーズン
ステップアップツアーを飛び超して、推薦で7月22日開幕のレギュラーツアー「大東建託・いい部屋ネットレディス」でプロデビューを飾った。この大会は予選落ちしたが、8月26日に開幕の「ニトリレディスゴルフトーナメント」では予選を通過位して+8の69位タイに入り、プロとして初の賞金を獲得した。その後、9月開催の「カストロールレディス」でステップアップツアー初出場初優勝した。
シーズン終了までレギュラーツアー4試合、ステップアップツアー6試合に出場した。12月のQTファイナルに出場して次年度出場権を獲得に行ったが90位となり、次年度は、前半戦レギュラーツアーを推薦（最大8試合）での出場とステップアップツアーを平行して出場となった。

### 2022年シーズン
6月、レギュラーツアー出場7試合目のリシャール・ミル ヨネックスレディスゴルフトーナメント2022で最終日最終組を経験し2位タイに入る等、7月末の第1回QTリランキングで33位となり中盤戦の出場権を得た。
8月、「NEC軽井沢72」でレギュラーツアー初優勝。翌週の「CATレディース」も制し、ツアー初優勝から2週連続Vという史上3人目の快挙を達成。

### 2023年シーズン
5月、「RKB×三井松島レディス」ではツアー史上初となる姉妹プレーオフで姉の明愛、山下美夢有とのプレーオフを制してツアー3勝目を挙げる。また4月の「KKT杯バンテリンレディスオープン」で姉の明愛が優勝しており姉妹による同一年の優勝も史上初の快挙。6月には「宮里藍サントリーレディス」で初日から首位を守る完全優勝で4勝目を挙げ、自身初の4日間大会Vを飾った。この優勝で「全英女子オープン」の切符を手にした。「全英女子オープン」には姉妹で出場したが、74位タイで予選落ちに終わる。

### 2024年シーズン
開幕戦「ダイキンオーキッドレディス」で通算5勝目を挙げると、5月の「RKB×三井松島レディス」で大会連覇となる通算6勝目を挙げた。同月の「リゾートトラストレディース」で姉・明愛が通算4勝目を挙げたことにより、姉妹での優勝が合計10勝となり姉妹史上2組目の快挙となった。また「RKB×三井松島レディス」最終日は母の日であったが、同年6月の父の日が最終日となる「ニチレイレディス」では姉・明愛が優勝した。10月には、地元・埼玉の「武蔵丘ゴルフコース」で開催された「樋口久子 レディスゴルフトーナメント」において、
大会レコードのトータル16アンダーで姉・明愛らを2打差で退けて通算7勝目を挙げた。
12月には明愛とともに、米国LPGAツアーの出場権をかけてLPGA Qシリーズに出場し2位、また明愛は5位タイとなり、二人そろって2025年の出場権を獲得した。

### 2025年シーズン
2025年は米国LPGAツアーへの本格参戦となった。しかしながら3月、出場権があった米ツアー中国大会の「ブルーベイLPGA」にエントリーミス。代わりとして、姉とともに国内開幕戦「ダイキンオーキッドレディス」へ出場し、通算10アンダーで制し同大会を2024年に続き連覇。「RKB×三井松島レディース」に続く自身2度目の同一大会連覇で、8勝目を挙げた。同大会では2015-2016年のテレサ・ルー以来の連覇であり、また2年連続で国内ツアー開幕戦を制したことになった。5月25日、メキシコ・エルカマレオンGCで開催された「リビエラマヤオープン」最終日に1打差の2位タイからスタートすると7バーディー、1ボギーの66で回り、通算12アンダーで逆転し、米ツアー初優勝を飾った。8月に姉の明愛が「ポートランド・クラシック（英語版）」でLPGAツアーを初優勝したことで同ツアー史上初の双子優勝（姉妹優勝は4組目）を達成した。

## トーナメント優勝

### ツアー優勝

#### LPGA Tour（1）
| Major championships（0） |
| Other LPGA Tour（1）     |

| No. | Date          | Tournament           | スコア                 | 2位との差 | 2位（タイ）  |
| --- | ------------- | -------------------- | ---------------------- | --------- | ------------ |
| 1   | 2025年5月25日 | リビエラマヤオープン | −12（68-74-68-66=276） | 6打差     | ジェニー・ベ |

#### JLPGAツアー（8）
| No. | Date                   | Tournament                                          | スコア                  | 2位との差  | 2位（タイ）            |
| --- | ---------------------- | --------------------------------------------------- | ----------------------- | ---------- | ---------------------- |
| 1   | 2022年8月11-13日       | NEC軽井沢72ゴルフトーナメント                       | −13（66-68-69=203）     | 1打差      | 勝みなみ他5名          |
| 2   | 2022年8月18日 - 20日   | CATレディースゴルフトーナメント                     | −13（67-66-70=203）     | 1打差      | 山下美夢有             |
| 3   | 2023年5月12日 - 14日   | RKB×三井松島レディス                                | −11（66-74-65=205）     | プレーオフ | 山下美夢有 岩井明愛    |
| 4   | 2023年6月8日 - 11日    | 宮里藍 サントリーレディスオープンゴルフトーナメント | −23（63-67-67-68 =265） | 5打差      | 申ジエ 山下美夢有      |
| 5   | 2024年2月29日 - 3月3日 | ダイキンオーキッドレディス                          | −18（65-73-65-67 =270） | 2打差      | 西郷真央               |
| 6   | 2024年5月10日 - 12日   | RKB×三井松島レディス                                | −12（69-68-67=204）     | 3打差      | 藤田さいき 山下美夢有  |
| 7   | 2024年10月25日 - 27日  | 樋口久子 レディスゴルフトーナメント                 | −16（67-65-68=200）     | 2打差      | 岩井明愛 吉田優利      |
| 8   | 2025年3月6日 - 9日     | ダイキンオーキッドレディス                          | −10（74-68-70-66=278）  | 4打差      | 木村彩子 申ジエ 菅楓華 |

#### ステップアップツアー（1）
| No. | Date         | Tournament             | スコア              | 2位との差  | 2位（タイ） |
| --- | ------------ | ---------------------- | ------------------- | ---------- | ----------- |
| 1   | 2021年9月3日 | カストロールレディース | −10（71-68-67=206） | プレーオフ | 上野菜々子  |

## プロフィール
- 出身：埼玉県
- 家族：父・母・姉・弟の5人
- 師匠：
- 所属：本田技研[17]
- スポンサー：
- サポート：______________
- 用具：ヨネックスGolf
- ウェア：マスターバニーエディション
- マネジメント：
- 血液型：A型

## 記録
初優勝から2週連続Vは、JLPGA史上3人目のタイ記録。